# Monique Boucher-Benanteur
Cet article possède un paronyme, voir Monique Boucher.
Pour les articles homonymes, voir Boucher et Benanteur.
Monique Boucher-Benanteur, née Georgette Monique Boucher le 8 janvier 1935 à Paris et morte le 7 décembre 2014 au Kremlin-Bicêtre, est une poétesse et artiste peintre française.
Elle signe l'ensemble de ses poèmes et de ses préfaces sous le nom de Monique Boucher. Elle est l'épouse du peintre Abdallah Benanteur.

## Biographie
Vers 1946, Monique Boucher, dont les quatre oncles maternels étaient fresquistes dans le Haut-Rhin, est impressionnée par les fresques de Pierre Puvis de Chavannes au Panthéon de Paris. Elle fréquente quelques années plus tard un cours du soir en dessin dispensé à Montparnasse par le graveur et sculpteur Henri-Georges Adam, ce qui la conduit à la peinture. Elle commence à écrire vers 1965. Monique Boucher et Abdallah Benanteur se rencontrent en juillet 1954 sur le pont des Arts à Paris et se marient en 1959.

## Œuvre

### Ouvrages illustrés
Monique Boucher et Abdallah Benanteur ont ensemble édité un grand nombre d'ouvrages de bibliophilie composés de poèmes de Monique Boucher illustrés de dessins, gouaches, aquarelles et gravures de Benanteur en exemplaires uniques ou tirés à une dizaine d'exemplaires, notamment :
- 1966 : La Méduse, 42 gravures sur ardoise et sur plomb, 12e ouvrage de la collection « Charef », 38 x 28 cm, 60 pp., s.l. (Ivry), s.n.e (A. Benanteur), imprimerie B.A.M à Paris, 10 exemplaires.
- 1967 : Arabia, 18 gravures et 2 empreintes, 14e ouvrage de la collection « Charef », 29 x 23 cm, 70 pp., s.l. (Ivry), s.n.e (A. Benanteur), imprimerie B.A.M à Paris, 10 exemplaires.
- 1967 : Ode à Charef, 17 gouaches et 24 aquarelles, 15e ouvrage de la collection « Charef », 58 x 41 cm, 72 pp., s.l. (Ivry), s.n.e (A. Benanteur), imprimerie B.A.M à Paris, exemplaire unique.
- 1967 : Ode à Charef, 39 gravures, 2 dessins et 1 aquarelle, 58 x 41 cm, 80 pp., s.l. (Ivry), s.n.e (A. Benanteur), imprimerie B.A.M à Paris, exemplaire unique.
- 1967 : Ode à Charef, 6 dessins, 15 sépias, 4 aquarelles, 2 bois et 85 gravures, 58 x 41 cm, 188 pp., s.l. (Ivry), s.n.e (A. Benanteur), imprimerie B.A.M à Paris, exemplaire unique.
- 1968 : Feuillets épars, 51 gouaches, 2 dessins et une huile, 16e ouvrage de la collection « Charef », 30 x 30 cm, 54 feuillets, s.l. (Toul-an-Hery), s.n.e (A. Benanteur), exemplaire unique.
- 1969 : Des Mots simples, 42 eaux-fortes, 39 encres de Chine, 1 plaque gravée et 2 gravures, 17e ouvrage de la collection « Charef », 64 x 46 cm, 94 pp., s.l. (Ivry), s.n.e (A. Benanteur), exemplaire unique.
- 1970 : Petits textes remis à plus tard, 18 gravures sur plomb et suite des 18 gravures, 18e ouvrage de la collection « Charef », 25,5 x 16 cm, 32 pp., s.l. (Ivry), s.n.e (A. Benanteur), imprimerie B.A.M à Paris, 6 exemplaires.
- 1971 : L'Air pauvre, 20 eaux-fortes et 1 plaque gravée, 22e ouvrage de la collection « Charef », 64 x 45 cm, 80 pp., s.l. (Ivry), s.n.e (A. Benanteur), 5 exemplaires.
- 1972 : Exquis Hiroshigue, 10 eaux-fortes, 25e ouvrage de la collection « Charef », 65 x 25 cm, 44 pp., s.l. (Ivry), s.n.e (A. Benanteur), imprimerie B.A.M à Paris, 8 exemplaires.
- 1972 : Lamento, 11 gouaches, 26e ouvrage de la collection « Charef », 50 x 32,5 cm, 48 pp., s.l. (Ivry), s.n.e (A. Benanteur), imprimerie B.A.M à Paris, exemplaire unique.
- 1973 : B. réclame de l'eau, 13 eaux-fortes, 24e ouvrage de la collection « Charef », 32,5 x 25 cm, 48 pp., s.l. (Ivry), s.n.e (A. Benanteur), imprimerie B.A.M à Paris, 8 exemplaires.
- 1974 : Le Poète inconsolé, 20 eaux-fortes, 33e ouvrage de la collection « Charef », 65 x 25 cm, 48 pp., s.l. (Ivry), s.n.e (A. Benanteur), imprimerie B.A.M à Paris, 16 exemplaires.
- 1974 : Le Demi-jour, 20 eaux-fortes et 20 empreintes tirées en taille-douce, 46e ouvrage de la collection « Charef », 25 x 32,5 cm, s.l. (Ivry), s.n.e (A. Benanteur), imprimerie B.A.M à Paris, 16 exemplaires.
- 1974 : Une grande fleur fatiguée, 12 eaux-fortes et 1 empreinte, 38e ouvrage de la collection « Charef », 21,8 x 12,5 cm,48 pp., s.l. (Ivry), s.n.e (A. Benanteur), imprimerie B.A.M à Paris, 8 exemplaires.
- 1974 : L'Inoubliée, 15 eaux-fortes, 42e ouvrage de la collection « Charef », 22 x 12,8 cm, s.l. (Ivry), s.n.e (A. Benanteur), imprimerie B.A.M à Paris, 16 exemplaires.
- 1974 : Lamento, 10 eaux-fortes, 8 exemplaires.
- 1975 : De basse extraction, 30 eaux-fortes, 48e ouvrage de la collection « Charef », 39,2 x 33,8 cm, s.l. (Ivry), s.n.e (A. Benanteur), imprimerie B.A.M à Paris, 20 exemplaires.
- 1975 : Entropion, 35 eaux-fortes, 49e ouvrage de la collection « Charef ». s.n.e (A. Benanteur), imprimerie B.A.M à Paris, 20 exemplaires.
- 1977 : Ce matin très tard, 12 eaux-fortes, 31e ouvrage de la collection « Charef ». 22 x 13 cm, s.n.e (A. Benanteur), imprimerie B.A.M à Paris, 20 exemplaires.
- 1977 : Mon champ se rétrécit, 15 eaux-fortes, 16 exemplaires.
- 1977 : Le Vivre est vaste, 15 eaux-fortes.
- 1978 : L'Inoubliée, 15 eaux-fortes.
- 1978 : Aucune mémoire, 50 eaux-fortes, 16 exemplaires.
- 1978 : Bonjour A., 15 eaux-fortes.
- 1979 : Mes amis-rien, 69 eaux-fortes et 22 épreuves d'essai, 10 exemplaires.
- 1980 : L'île aux grandes idoles, 94 pointes sèches, exemplaire unique.
- 1980 : Comme une pluie de soufre, 1 cuivre, 1 zinc, 53 eaux-fortes et 51 épreuves, exemplaire unique.
- 1982 : Les Zinnias sont morts, 50 gouaches, exemplaire unique.
- 1982 : Sorgho, 1 plaque, 20 dessins, 20 pointes sèches et 20 suites, exemplaire unique.
- 1982 : Le Palanquin des Poètes, 50 eaux-fortes, exemplaire unique.
- 1999 : Les Laudes.

#### Autres ouvrages de poésie
- 1984 : Petits textes remis à plus tard, Éditions Saint-Germain-des-Prés, Paris, 62 p. Les exemplaires de tête comprennent 3 eaux-fortes et 1 aquarelle de Benanteur  (ISBN 2243024853).
- 1990 : Éclipse du soir, dessins de Benanteur, Éditions de l'Orycte, Paris.
- 1995 : L'Oreille obscure, Debresse, Paris.

#### Textes de Monique Boucher sur Abdallah Benanteur

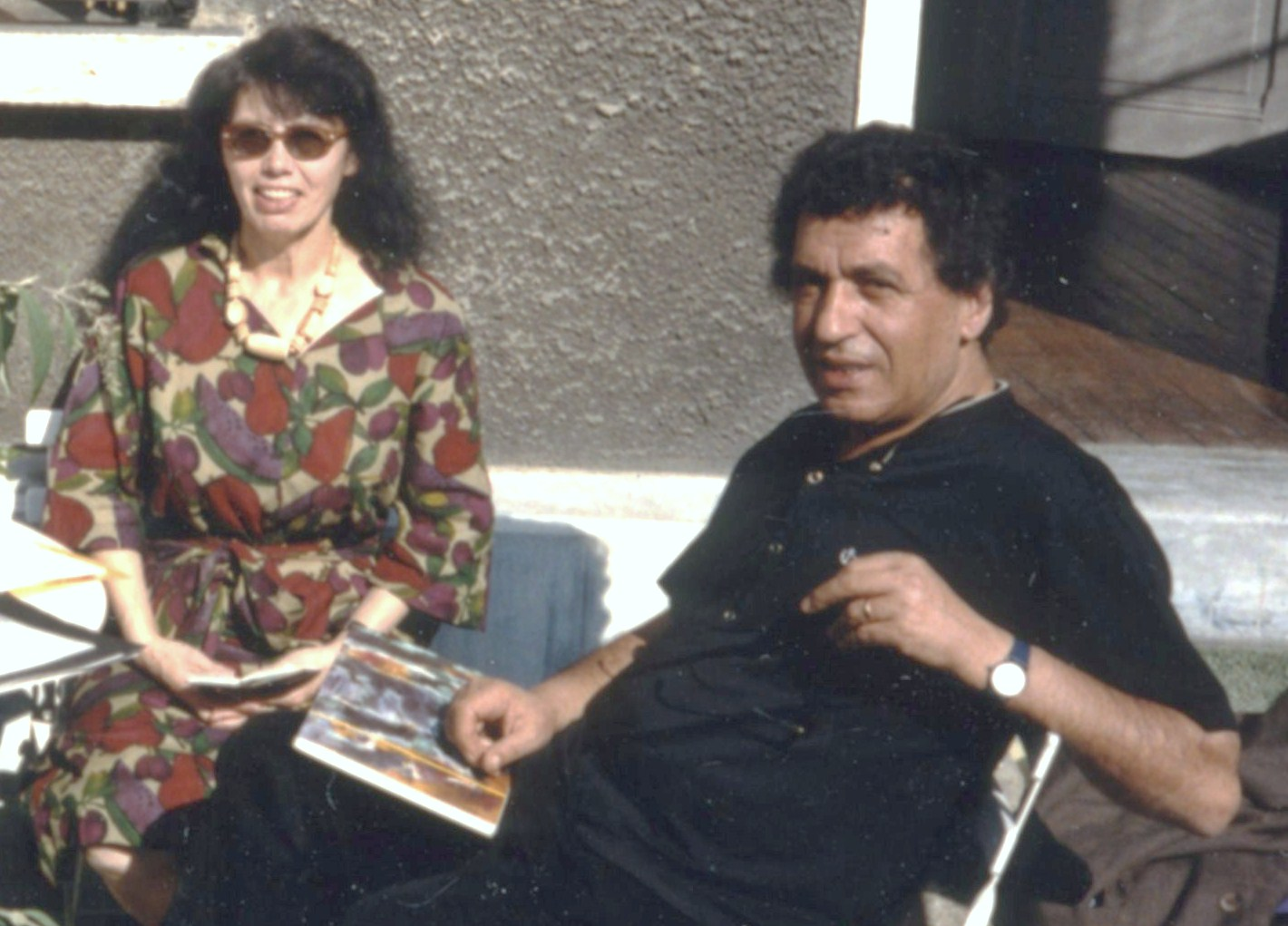
Abdallah Benanteur et Monique Boucher à Ivry-sur-Seine en 1990.

- 1964 : Benanteur, 14 empreintes de Benanteur, édité à l'occasion d'une exposition à la galerie Herbinet, Paris, 20 p., 12,5 x 10,5 cm, 100 exemplaires signés.
- 1965: Fiorini-Benanteur, édité à l'occasion de l'exposition présentée à la librairie-galerie Le Fanal (Paul Moatti).
- 1970 : Abdallah Benanteur, œuvres graphiques, 15 bois de Benanteur, édité à l'occasion d'une exposition au musée d'Art moderne de la ville de Paris.
- 1972 : Abdallah Benanteur, bois de Benanteur, édité à l'occasion d'une exposition à Art investigation, Paris.
- 1989 : Benanteur, Gravures, préface de Ali Silem, textes de Rabah Belamri, Michel-Georges Bernard, Monique Boucher, Rachid Boudjedra, Mohammed Khadda, Henri Kréa, Jean Pélégri et Hamid Tibouchi, Alger, ENAG - AEFAB.
- 1993 : Benanteur, œuvres sur papier, présentation de Malika Bouabdellah, textes de Monique Boucher et Michel-Georges Bernard, Alger, musée national des Beaux-Arts, 1993.